# Samostan Sopoćani
Samostan Sopoćani (srbsko Манастир Сопоћани, Manastir Sopoćani) je nadarbina srbskega kralja Stefana Uroša I.. Zgrajen je bil v letih 1259 do 1270 pri izviru reke Raške v okolici Rasa, središča srbske srednjeveške države. Samostan Sopoćani in Ras sta od leta 1979 na Unescovem seznamu svetovne kulturne dediščine.

## Zgodovina
V 1160. letih je veliki knez (veliki župan) Stefan Nemanja utrdil svojo oblast v Raški. Čeprav so naslov kralja dobili šele njegovi sinovi, ki so dosegli neodvisnost Srbske pravoslavne cerkve, razvili gospodarski sistem in kovali svoj denar, sta osebnost in delo Stefana Nemanje ostala zgled, ki so ga posnemale tudi mlajše generacije.  
Samostan Sopoćani je nadarbina srbskega kralja Stefana Uroša I., sina Stefana Prvovenčanega in Nemanjevega vnuka. Uroš I. je leta 1260 zgradil cerkev, v kateri naj bi bil pokopan. Okrog nje se je nato zgradil samostanski kompleks, obdan z visokim kamnitim obzidjem z dvojimi vrati. 
Cerkev, posvečeno Sveti trojici, je sredi 14. stoletja obnovil in razširil njegov vnuk Dušan. Od nekdaj velikega samostanskega kompleksa, v katerem so bili bivalni prostori, jedilnice in druge zgradbe, se je ohranila samo samostanska cerkev. Freske v glavnih delih cerkve so bile naslikane med letoma 1263 in 1270. Načrt poslikav se je zgledoval po načrtih iz 13. stoletja: v ograjenem prostoru pred oltarjem so bili liturgični prizori, v ladji Kristusova dela za odrešitev duše, v narteksu pa prizori iz Stare zaveze ter dogmatske in eshatološke téme. Naslikani so tudi ikonografski portreti Nemanjićev in zgodovinski prizori iz življenja svetega Simeona in Svetega Save. Nadškof Sava II., ki je postal poglavar Srbske pravoslavne cerkve leta 1263, je prikazan v procesiji nadškofov v oltarnem prostoru. Na zahodnem zidu ladje je slavna freska Uspenje presvete Bogorodice. Nekaj izvedencev za srbsko srednjeveško umetnost trdi, da so sopoćanske freske najlepše iz tistega obdobja. 
V 16. stoletju so morali menihi zaradi osmanskega nasilja večkrat začasno zapustiti samostan. Osmanski Turki so na enem od svojih pohodov leta 1689 odstranili svinčeno cerkveno streho in samostan zažgali. Menihi so z nekaj dragocenimi relikvijami pobegnili na Kosovo in se niso vrnili. Samostan je ostal več kot dve stoletji zapuščen. Cerkveni oboki in kupola so se zrušili, okoliške zgradbe pa je prekrilo kršje in zemlja. Večina fresk se je kljub temu ohranila v vsej svoji lepoti. 
V 20. stoletju se je začel samostan obnavljati in je zdaj naseljen z nekaj menihi. Leta 1979 je Republika Srbija samostan Sopoćani razglasila za Kulturni spomenik izjemnega pomena in ga zaščitila.

## Galerija
- Samostanska cerkev
- Uspenje presvete Bogorodice
- Detajl freske Uspenje presvete Bogorodice
- Stefan Uroš I. s sinom Stefanom Dragutinom
- Pastir
- Ktitorski portret Stefana Uroša I. z modelom cerkve
- Stefan Prvovenčani
- Mlada Uroševa sinova Dragutin in Milutin

## Grobovi
V samostanski cerkvi so pokopani
- Stefan Uroš I.,
- Ana Dandolo, druga žena Stefana Prvovenčanega in mati Stefana Uroša I. in
- Joanikij I., peti srbski nadškof  (1272-1276)

## Sklic
1. ↑   Perica Speher (2010). By Their Fruit you will recognize them - Christianization of Serbia in Middle Ages.

## Vir
- Vojislav Đurić.  Sopoćani. Prosveta, Beograd, 1991.